# Marie Trintignant
Marie Trintignant, född 21 januari 1962 i Boulogne-Billancourt nära Paris, död 1 augusti 2003 i Neuilly-sur-Seine nära Paris, var en fransk skådespelare.
Marie Trintignant, som var dotter till Jean-Louis och Nadine Trintignant, debuterade redan som fyraåring i moderns film Mon Amour, Mon Amour. Därefter följde en lång karriär där hon bland annat samarbetade med Claude Chabrol och Alain Corneau. Hon nominerades till Césarpriset fem gånger. Hennes sista film blev Janis et John 2003, i vilken hon spelar rocksångerskan Janis Joplin.
Trintignant avled 2003 efter att ha misshandlats svårt i Vilnius i Litauen av sin nyblivna partner Bertrand Cantat, sångare i rockgruppen Noir Désir. Hon avled  efter att hon flugits till Paris för vård. Hon hade fyra barn: Roman, Paul, Léon och Jules.